# Frontorganisation
Frontorganisation (englisch front organization) ist ein aus den USA stammender Begriff für Tarnorganisation und bezieht sich auf verschiedene, nicht nur politische Organisationen, die ihre wahren Ziele verbergen.
Der Wortteil „Front“ geht auf das lateinische frons = Stirn zurück. Dementsprechend bezeichnet der Begriff im Englischen eine Organisation, die als Deckung für nicht vorzeigbare Aktivitäten dient.
Der Begriff wurde vor allem zu Zeiten des Kalten Krieges für eine Reihe von Organisationen verwendet, bei denen es mehr oder minder eindeutige Hinweise gab, dass sie von der Internationalen Abteilung des Zentralkomitees der KPdSU angeleitet wurden. Beispiele sind der Weltgewerkschaftsbund, der Weltfriedensrat, der Weltbund der Demokratischen Jugend, der Internationale Studentenbund und die Internationale Föderation der Widerstandskämpfer.
Ein klassischer Fall einer davon abweichenden Frontorganisation war Angkar padevat (deutsch: revolutionäre Organisation), hinter der sich die Kommunistische Partei Kampucheas verbarg.
Der Begriff wurde später auch auf Tarnorganisationen der CIA aber auch der Scientologen- oder der Mun-Sekte angewendet.
Er wird heute für alle Organisationen gebraucht, die ihre Zielrichtung, ihre Hintermänner oder ihre Finanzierung nicht offen zu erkennen geben. Das unterscheidet sie von Vorfeldorganisationen, deren Nähe zum Beispiel zu einer Partei kein Geheimnis ist.